# Taphrocampa clavigera
Taphrocampa clavigera är en hjuldjursart som beskrevs av Jonathan S. Stokes 1896. Taphrocampa clavigera ingår i släktet Taphrocampa och familjen Notommatidae. Inga underarter finns listade i Catalogue of Life.